# 黒沢翔太
黒沢 翔太（くろさわ しょうた、1988年8月5日 - ）は、埼玉県秩父市出身の元プロ野球選手（投手）。右投右打。

## 経歴

### プロ入り前
埼玉県立秩父高校から城西国際大学に進学。大学時代には、3年時の千葉県大学野球春季リーグ戦で、最多勝利と奪三振王のタイトルを獲得した。
2010年のNPB育成ドラフト会議で、千葉ロッテマリーンズから育成1巡目で指名され、入団した。入団当初の背番号は121。

### プロ入り後
2011年には、イースタン・リーグ公式戦9試合に登板。1勝1敗、防御率1.69の成績を残したが、支配下選手登録には至らならなかった。
2012年には、イースタン・リーグ公式戦14試合の登板で、防御率3.00を記録したが、支配下選手登録を見送られた。シーズン終了後の10月31日には、育成選手に関するNPBの規約に沿って、同期の育成選手とともにNPBから自由契約選手として公示。この公示を境に、他の育成選手が軒並み退団に至ったが、黒沢だけは育成選手として再び契約した。
2013年には、イースタン・リーグ公式戦で、開幕から7月30日までに15試合へ登板。1勝0敗、防御率1.80という好成績を残していたことから、7月30日に支配下選手契約へ移行した。シーズン中の移行期限最終日の登録で、背番号は43。登録後は、8月29日の対福岡ソフトバンクホークス戦（福岡 ヤフオク!ドーム）7回裏に救援投手として一軍デビューを果たしたが、一軍公式戦への登板はこの1試合だけだった。
2014年には、シーズン終盤の9月に一軍へ昇格。一軍公式戦には前年に続いて1試合の救援登板にとどまったが、シーズン終了後にはチームの台湾遠征に参加した。
2015年には、春季キャンプのスタートを初めて一軍で迎えると、そのまま開幕一軍入り。4月19日の対ソフトバンク戦（QVCマリンフィールド）で初めて先発を経験するなど、一軍公式戦で自己最多の6試合に登板したが、5月の出場選手登録抹消以降は一軍から遠ざかった。その一方で、沖縄県出身で2歳年上の一般女性と結婚している。
2016年には、前年に続いて春季キャンプを一軍でスタート。しかし、シーズン初の出場選手登録は8月3日にまで持ち越された。結局、一軍公式戦には4試合の登板にとどまった。
2017年には、一軍公式戦2試合に登板しただけで、10月3日に球団から戦力外通告。その際に球団職員への転身を勧められたことから、現役を引退した。

### 現役引退後
ロッテの球団職員として、2018年1月1日付で球団スタジアム部に配属。現役時代に実戦で登板した本拠地・ZOZOマリンスタジアム内の飲食サービスに関する管理や企画などを担当する。ロッテの選手が戦力外通告を経て現場スタッフやスカウト以外の球団職員に採用された事例は初めてで、自身と同じく2017年に戦力外通告を受けた先輩投手の古谷拓哉も、黒沢と同じ経緯で営業部に配属されている。
2025年6月30日をもって千葉ロッテマリーンズを退団し、翌7月1日からは城西国際大学硬式野球部のコーチに就任した。

## 選手としての特徴
サイドスローから繰り出すスライダーとシュートが武器。
本来の投球フォームはオーバースローであったが、ロッテ1年目の二軍春季キャンプからサイドスローへ転向した。当時足を故障していたことを背景に、当時の西本聖二軍投手コーチから転向を勧められたことによる。黒沢自身は、2017年の現役引退直後に、「サイドスローに変えていなければ、もっと早く戦力外通告を受けていたかも知れない。西本さんへ引退を報告した際に掛けられた『よく頑張った』という言葉が身に染みた」と語っている。

## 詳細情報

### 年度別投手成績
| 年 度     | 球 団     | 登 板 | 先 発 | 完 投 | 完 封 | 無 四 球 | 勝 利 | 敗 戦 | セ 丨 ブ | ホ 丨 ル ド | 勝 率 | 打 者 | 投 球 回 | 被 安 打 | 被 本 塁 打 | 与 四 球 | 敬 遠 | 与 死 球 | 奪 三 振 | 暴 投 | ボ 丨 ク | 失 点 | 自 責 点 | 防 御 率 | W H I P |
| --------- | --------- | ----- | ----- | ----- | ----- | -------- | ----- | ----- | -------- | ----------- | ----- | ----- | -------- | -------- | ----------- | -------- | ----- | -------- | -------- | ----- | -------- | ----- | -------- | -------- | ------- |
| 2013      | ロッテ    | 1     | 0     | 0     | 0     | 0        | 0     | 0     | 0        | 0           | ----  | 9     | 2.0      | 4        | 0           | 0        | 0     | 0        | 1        | 0     | 0        | 0     | 0        | 0.00     | 2.00    |
| 2014      | ロッテ    | 1     | 0     | 0     | 0     | 0        | 0     | 0     | 0        | 0           | ----  | 20    | 4.0      | 5        | 0           | 3        | 0     | 1        | 0        | 0     | 0        | 3     | 3        | 6.75     | 2.00    |
| 2015      | ロッテ    | 6     | 1     | 0     | 0     | 0        | 0     | 1     | 0        | 0           | .000  | 53    | 12.1     | 15       | 1           | 2        | 0     | 0        | 4        | 0     | 0        | 6     | 4        | 2.92     | 1.38    |
| 2016      | ロッテ    | 4     | 0     | 0     | 0     | 0        | 0     | 0     | 0        | 0           | ---   | 28    | 6.0      | 9        | 1           | 1        | 0     | 0        | 3        | 1     | 0        | 3     | 3        | 4.50     | 1.67    |
| 2017      | ロッテ    | 2     | 0     | 0     | 0     | 0        | 0     | 0     | 0        | 0           | ---   | 12    | 2.0      | 5        | 1           | 0        | 0     | 1        | 1        | 0     | 1        | 4     | 3        | 13.50    | 2.50    |
| 通算：5年 | 通算：5年 | 14    | 1     | 0     | 0     | 0        | 0     | 1     | 0        | 0           | .000  | 122   | 26.1     | 38       | 3           | 6        | 0     | 2        | 9        | 1     | 1        | 16    | 13       | 4.44     | 1.67    |

### 年度別守備成績
| 年 度 | 球 団  | 投手  | 投手  | 投手  | 投手  | 投手  | 投手     |
| 年 度 | 球 団  | 試 合 | 刺 殺 | 補 殺 | 失 策 | 併 殺 | 守 備 率 |
| ----- | ------ | ----- | ----- | ----- | ----- | ----- | -------- |
| 2013  | ロッテ | 1     | 0     | 0     | 0     | 0     | ----     |
| 2014  | ロッテ | 1     | 0     | 0     | 0     | 0     | ----     |
| 2015  | ロッテ | 6     | 1     | 0     | 0     | 0     | 1.000    |
| 2016  | ロッテ | 4     | 0     | 1     | 0     | 0     | 1.000    |
| 2017  | ロッテ | 2     | 0     | 0     | 0     | 0     | ----     |
| 通算  | 通算   | 14    | 1     | 1     | 0     | 0     | 1.000    |

### 記録
- 初登板：2013年8月29日、対福岡ソフトバンクホークス21回戦（福岡 ヤフオク!ドーム）、7回裏に3番手で救援登板、2回無失点
- 初奪三振：同上、8回裏に松田宣浩から空振り三振
- 初先発登板：2015年4月19日、対福岡ソフトバンクホークス6回戦（QVCマリンフィールド）、3回4失点で敗戦投手（自責点2）

### 背番号
- 121 （2011年 - 2013年7月29日）
- 43 （2013年7月30日 - 2017年）

### 登場曲
- 『Culo (feat. Lil Jon)』Pitbull（2015年- ）